# S Club (album)
Pour le groupe, voir S Club 7.
S Club est le titre du 1er album sorti par le S Club 7. Il est sorti le 4 octobre 1999 au Royaume-Uni et le 11 avril 2000 aux États-Unis. Il a été réalisé par la maison de disques Polydor et a atteint la deuxième position au Royaume-Uni où il a été certifié double platine (+ de 600 000 albums vendus). Aux États-Unis, il a été certifié or (+ de 500 000 albums vendus) et au Canada, il est grimpé jusqu'au top-10.
L'album a une durée de 39 minutes et contient 11 chansons.

## Liste des chansons
1. Bring it All Back
2. You're My Number One
3. Two in a Million
4. S Club Party
5. Everybody Wants Ya
6. Viva La Fiesta
7. Gonna Change the World
8. I Really Miss You
9. Friday Night
10. It's a Feel Good Thing
11. Hope for the Future